# Hospital 20 de Noviembre (métro de Mexico)
Hospital 20 de Noviembre est une station de la Ligne 12 du métro de Mexico, dans la délégation Benito Juárez.

## La station
La station est ouverte en 2012. Elle dispose de deux plates-formes et deux pistes, l'une correspondant à la direction Mixcoac et l'autre pour la direction Tláhuac.
Le nom fait référence à l'hôpital "20 de Noviembre" de l'ISSSTE, qui se trouve sur le côté nord de l'avenue Felix Cuevas, en face de la gare. L'icône représente la toiture de l'hôpital, réalisée en tridilosa (une structure d'acier et de béton d'invention mexicaine).